# Морено, Ленин
Лени́н Больта́йре Море́но Гарсе́с (исп. Lenín Boltaire Moreno Garcés; род. 19 марта 1953, Нуэво-Рокафуэрте, провинция Орельяна) — эквадорский юрист и политик, президент Эквадора с 24 мая 2017 по 24 мая 2021 года.
Вице-президент Эквадора (2007—2013).

## Биография
Ленин Морено родился 19 марта 1953 года в небольшом городе Нуэво-Рокафуэрте в эквадорской Амазонии недалеко от границы с Перу. Отец Сервио Тулио Морено был учителем и дал сыну имя в честь Владимира Ленина. Второе имя — Больтайре — Морено получил в честь французского философа Вольтера.
Учился в Кито (Instituto Nacional Mejía и Центральный университет Эквадора). Изучал психологию и государственное управление.
В январе 1998 года Морено подвергся в Кито нападению с целью ограбления. Полученная травма привела к параличу ног. Будучи прикованным к инвалидной коляске, он лечился от болей после травмы при помощи смехотерапии и написал ряд книг об «излечении радостью»: «Теория и практика юмора», «Юмор известных», «Лучшие шутки мира», «Смейтесь, не вешайте нос», «Быть счастливым легко и увлекательно». Позднее, в 2017 году, фраза «Улыбайся, Эквадор!» стала лозунгом его предвыборной кампании.
В 2007 году Морено был избран вице-президентом Эквадора и занимал эту должность два срока — до 24 мая 2013 года.
Находясь в должности вице-президента, основал несколько благотворительных фондов помощи инвалидам. За свою деятельность Морено был удостоен государственных наград Эквадора и других стран региона (в частности, Большой крест ордена Солнца Перу). Рядом университетов Южной Америки ему было присвоено звание почётного профессора. В 2012 году за деятельность по оказанию помощи инвалидам выдвигался кандидатом на получение Нобелевской премии мира. В 2013—2016 годах Морено был специальным посланником Генерального секретаря ООН по вопросам инвалидности и доступности.
На выборах 2017 года Ленин Морено был выдвинут кандидатом в президенты от правящего Альянса гордой и независимой родины (Альянса ПАИС), возглавляемого президентом Рафаэлем Корреа. Вместе с Гильермо Лассо прошёл во второй тур, в котором победил, набрав 51 % голосов. Вступление в должность состоялось 24 мая.
Вместе с тем, придя к власти, Морено вскоре совершил разворот политики от социалистической к консервативной, перечеркнув как курс своего предшественника, так и собственные предвыборные обещания. В результате, его рейтинги поддержки упали с 77 % после избрания в 2017 году до 45 % в середине 2018 года и до 7 % в феврале 2020 года после массовых протестов конца 2019 года.
Ленин Морено отозвал право на убежище в посольстве Эквадора в Великобритании у основателя WikiLeaks Джулиана Ассанжа «в связи с неоднократными нарушениями со стороны Ассанжа норм международной конвенции». 11 апреля 2019 года сотрудники британской полиции вошли на территорию посольства для задержания Ассанжа по приглашению посла Эквадора.
8 октября 2019 года на фоне массовых протестов в Эквадоре президент страны Ленин Морено покинул столицу Кито и объявил об эвакуации правительства в Гуаякиль.

#### Меры безопасности
С момента вступления Ленина Морено в должность президента в Эквадоре наблюдалось значительное увеличение уровня небезопасности. Уровень убийств вырос с 5,6 на 100 000 населения в 2017 году до 20 на 100 000 в 2022 году. По мнению эксперта по безопасности Фернандо Карриона, такая ситуация вызвана решениями правительства Морено: «Министерство юстиции, управлявшее тюрьмами, было ликвидировано, также как и координирующее министерство по безопасности, Министерство внутренних дел, ответственное за безопасность, и Национальный совет по контролю за наркотиками и психотропными веществами. Всё это было объединено в единое министерство под названием Министерство управления, а бюджетные ресурсы существенно сократились». В результате этих мероприятий Эквадор перешёл из категории второй по безопасности страны в регионе в одну из наиболее насильственных и опасных стран Латинской Америки. В 2023 году Пако Монкальо, тогдашний министр безопасности при президенте Гильермо Лассо, заявил: «Морено демонтировал систему безопасности страны».
Из-за сокращения бюджета Ленина Морено, ликвидации министерств и координации в сфере безопасности, а также увольнения государственных служащих, включая тех, кто отвечал за контроль над системой исполнения наказания, в 2021 году произошло одно из кровавейших восстаний в тюрьмах в истории Эквадора, известное как Эквадорская тюремная резня 23 февраля 2021 года.

#### Тюремный кризис
Восстание заключенных в Эквадоре, которое унесло жизни по меньшей мере 116 человек, ухудшило тюремный кризис в стране. В течение этого периода было зафиксировано три массакра в тюрьмах, в результате которых погибло почти 240 человек. В Эквадоре было 65 тюрем с официальной вместимостью 30 000 человек, но численность заключенных превысила эти цифры, достигнув около 39 000 человек, из которых почти шестая часть не была приговорена. Не хватало внутренних стражей, их было всего 1 500 по всей стране, а по мнению экспертов, необходимо было еще 3 000. Крупные тюрьмы находились в Латакунге, Куэнке и Гуаякиле, при этом последний был домом для большой тюрьменной колонии, в которой содержалось треть заключенных страны. Тюремный кризис усугублялся насилием, порожденным бандами, связанными с международным наркотрафиком, в основном из Мексики и Колумбии, конкурирующими за власть как внутри, так и вне тюрем. Эти банды действовали изнутри тюрем как "центральные криминальные команды". Примерно треть заключенных имела связи с наркотрафиком. В феврале произошли одновременные восстания в четырех тюрьмах, в результате чего погибли 79 заключенных. Власти пытались восстановить контроль в тюрьмах при поддержке военных.

## Коррупционные дела
Дело «Ina Papers», в настоящее время известное как дело «Sinohydro». Это связано со скандалом коррупции, в ходе которого, как утверждается, были организованы взяточничество или «откаты» и отмывание денег на сумму 76 миллиона долларов, с участием Ленина Морено и его семьи в связи с оффшорной компанией с названием Ina Investment Corporation. Согласно расследованию, эта компания была основана братом Морено, Эдвином Морено, в Белизе, налоговом убежище, известном своими налоговыми преимуществами для иностранных компаний.
Согласно информации, опубликованной на inapapers.org, имя «Ina» было бы акронимом, образованным последними тремя буквами имён дочерей Ленина Морено: Карина, Кристина и Ирина. Кроме того, расследование связало с оффшорной компанией Ксавье Масиас Карминьяни и Марию Ауксилиадору Патиньо, близких друзей Морено и его жены Росио Гонсалес.
Было обнаружено, что Ina Investment Corporation провела различные операции, такие как покупка мебели в Швейцарии и приобретение квартиры в Испании. Счета были выставлены от имени Эдвина Морено и Марии Ауксилиадоры Патиньо. Также были выявлены два адреса, связанных с операциями: один соответствует дому Ксавье Масиаса Карминьяни в Гуаякиле, а другой связан с нефтяной компанией Sertecpet, принадлежащей Эдуардо Лопесу, другу братьев Морено Гарсес.
Дело «Ina Papers» вызвало значительные политические последствия и социальное беспокойство в Эквадоре, приведя к запросам расследований и появления перед Национальным собранием и Прокуратурой Генерального прокурора Эквадорского государства. В результате расследования были предъявлены обвинения во взяточничестве Ленину Морено, его жене Росио Гонсалес, его дочери Ирине, его братьям Эдвину и Гильермо, а также ещё 36 другим лицам.
В феврале 2023 года Генеральный прокурор Государства Диана Салазар сообщила, что дело «Ina Papers» расширилось, и что соответствующая информация была получена из Панамы через международную правовую помощь. Позднее, в марте 2023 года, обвинения были официально представлены на слушании, где Прокуратура запросила предотвратительное содержание подозреваемых, ссылаясь на риск бегства. Однако судья решил применить менее строгие меры предосторожности, такие как периодические появления перед Национальным судом правосудия и запрет на выезд.
В апреле 2023 года Прокуратура запросила предотвратительное содержание для Ленина Морено, Росио Гонсалес, Ирины Морено и семи других лиц, участвующих в деле. Было сообщено, что десять из обвиняемых лиц, включая Морено, не соблюдали периодические появления перед судом, что привело к запросу на уведомление Интерпола о их местонахождении и аресте.
Дело «Ina Papers» или «Sinohydro» продолжает развиваться, и ожидается, что дополнительные расследования и юридические процедуры более подробно раскроют предполагаемые активности по коррупции и взяточничеству, связанные с Ленином Морено и его семьёй. Эти обвинения оказали значительное влияние на политическую и социальную сферу Эквадора, поднимая вопросы о прозрачности и этике в осуществлении власти.

## Личная жизнь
Ленин Морено женат, у него трое детей.

## Награды
- Орден «За заслуги перед демократией» (Республика Колумбия)[35].